# Bad Feilnbach
Bad Feilnbach je obec na úpatí hory Wendelstein v Horním Bavorsku v zemském okrese Rosenheim. V roce 1973 získala obec titul Bad (do češtiny přeloženo jako lázně), díky slavným Moorheilbad – rašelinným léčebným lázním. Takzvané černé zlato, bylo klíčem pro rozvoj lázeňství a turismu v Německu. Celá obec, až na malou část bývalé obce Dettendorf, je oficiálně uznávána jako lázeňské středisko. Žije zde přibližně 8 500 obyvatel.

## Geografie

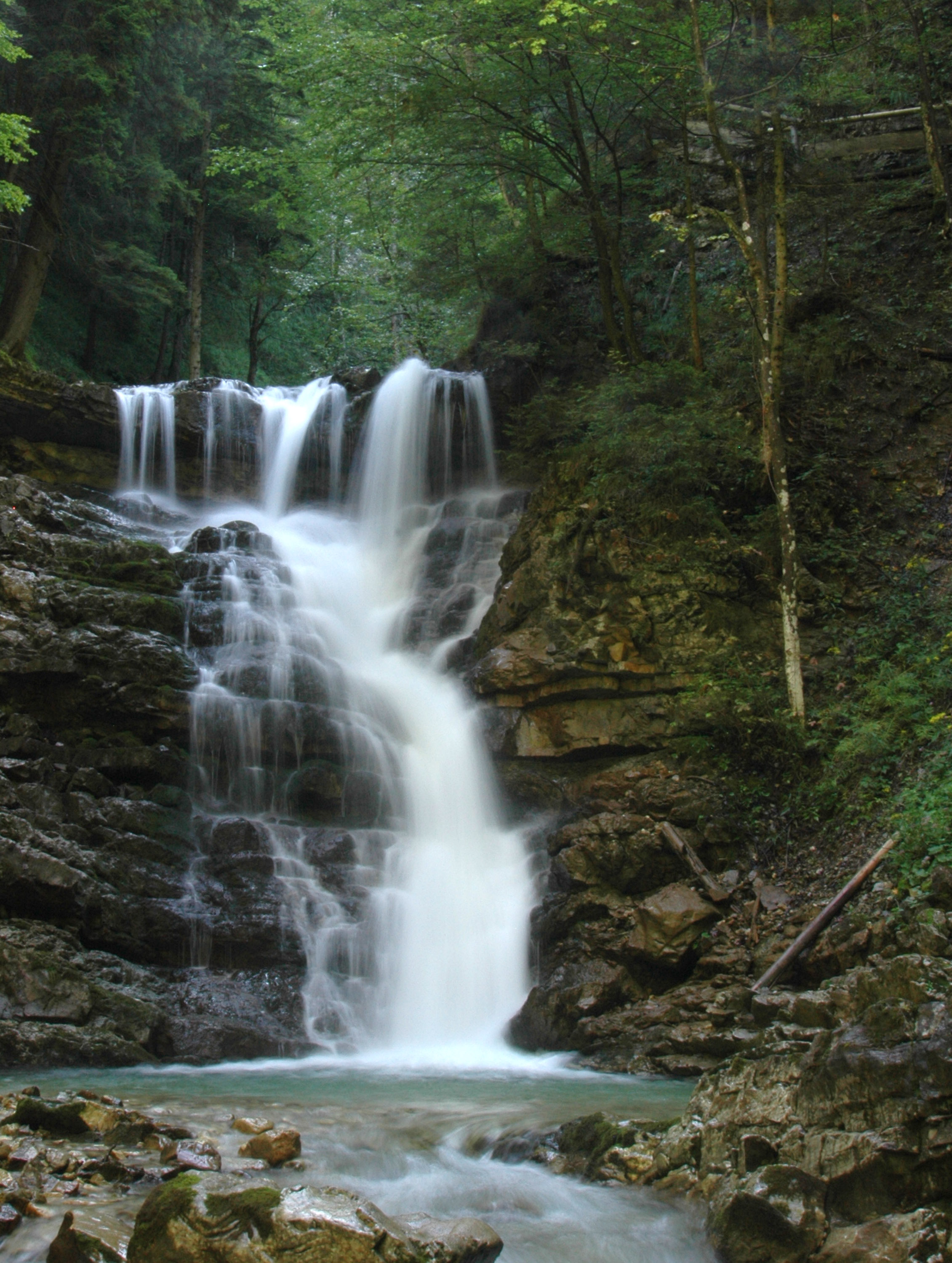
Vodopád Jenbach

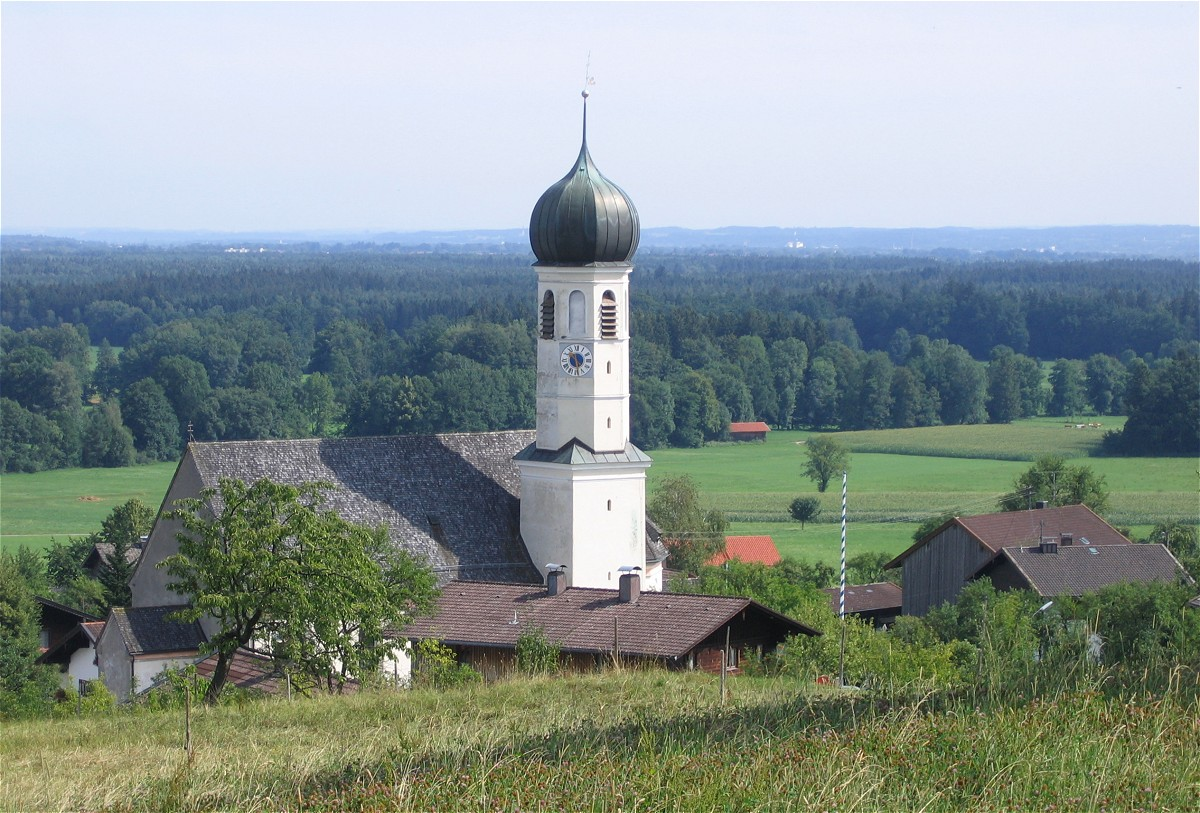
Kostel v Litzldorfu

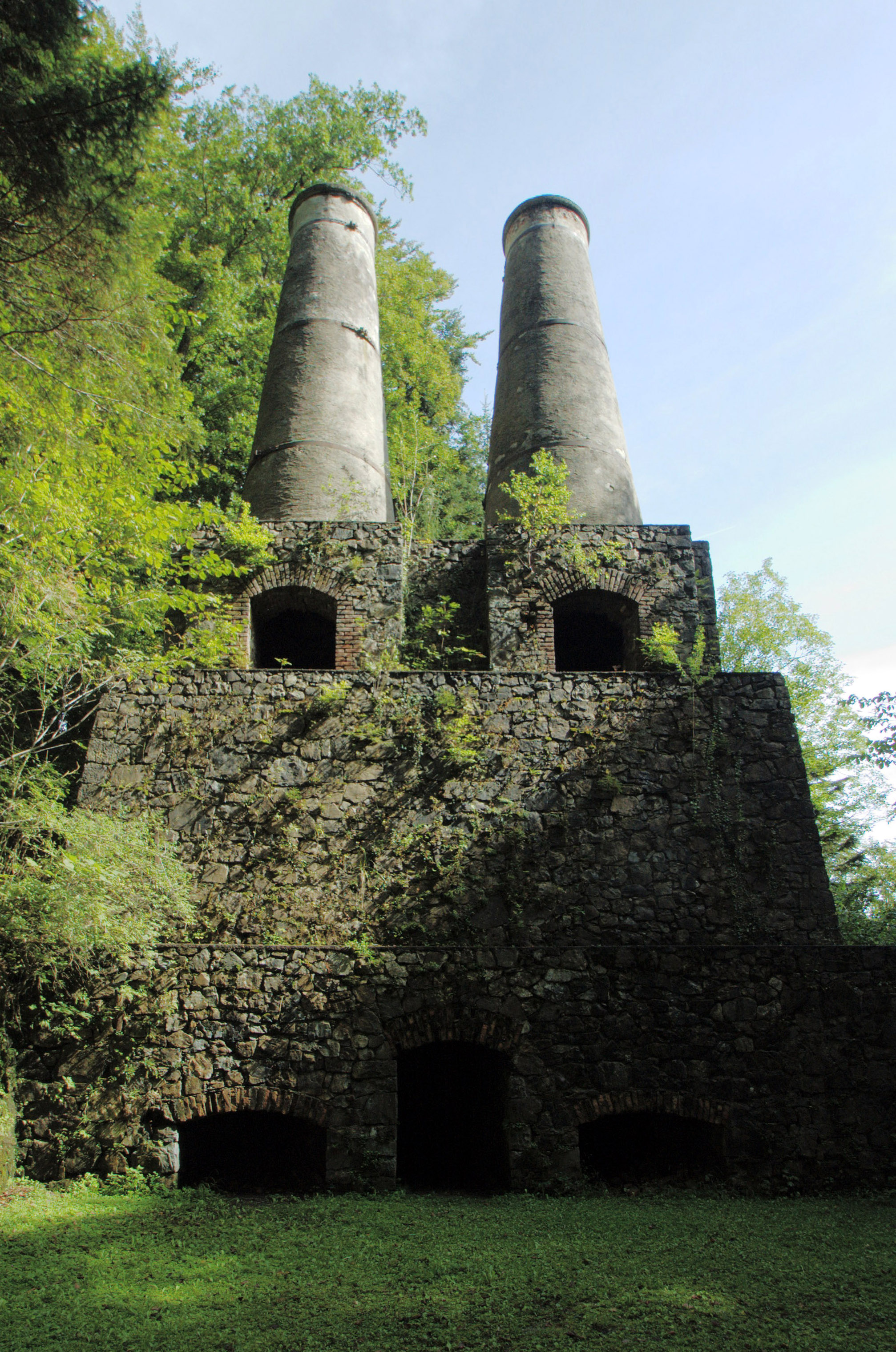
Historické cementárny

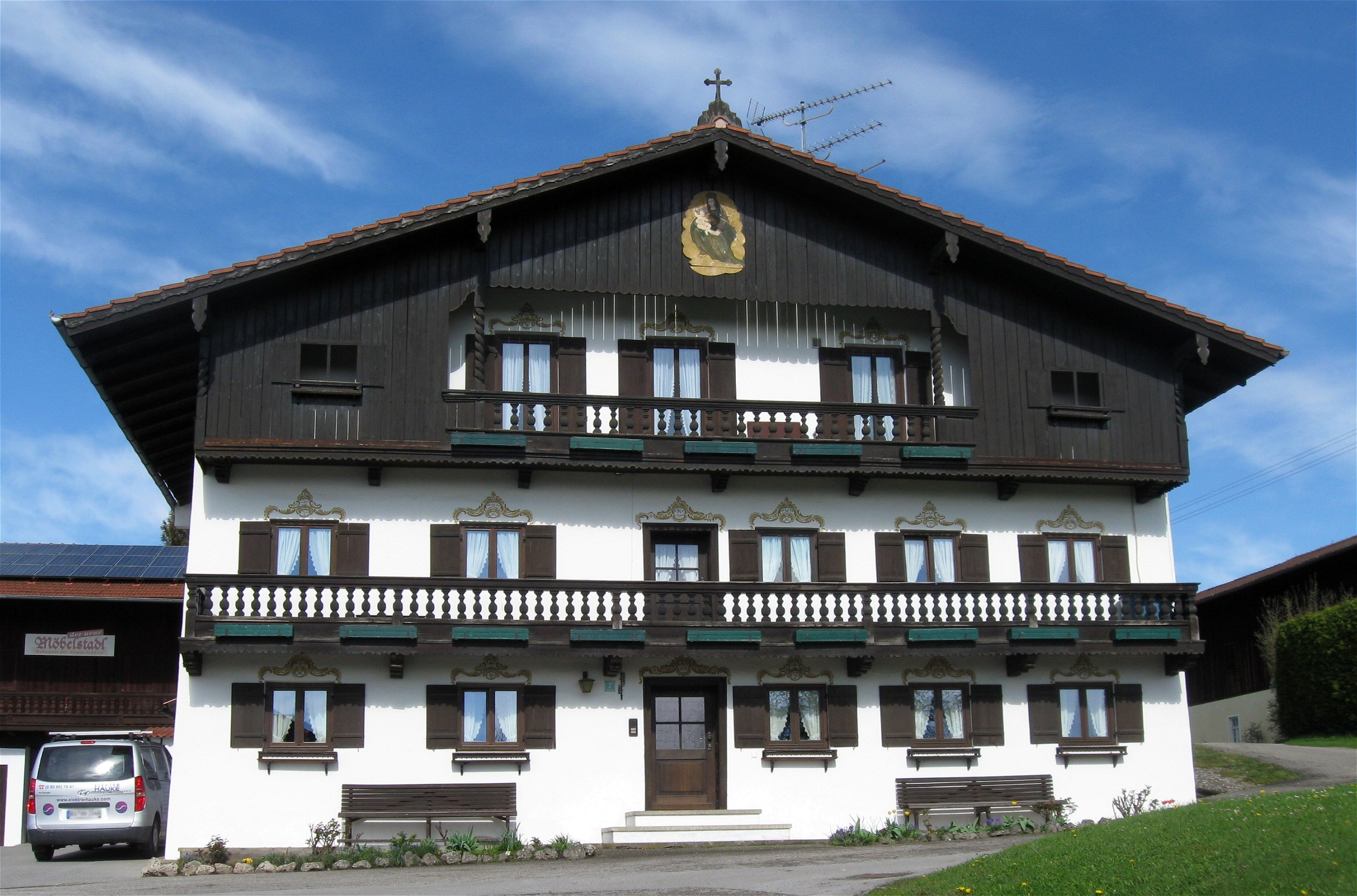
Bohatě zdobený dům v Dettendorfu

Bad Feilnbach se nachází přímo na severním okraji bavorských Alp; na úpatí 1 838 m vysoké hory Wendelstein. Obec se nachází 17 km východně od Miesbachu a asi 10 km jižně od Bad Aibling, kde se 9. února 2016 čelně srazily dva vlaky. 15 km od Bad Feilnbachu se pak nachází okresní město Rosenheim a stejným směrem i město Kufstein. Nejbližší železniční stanice je v Bad Aiblingu, tedy přibližně 9 až 10 km. Autem se do města nejrychleji dá dostat přes silnici B93 na výjezdu u Reischenhartu.
Jediným vodním tokem je blízký vodopád Jenbach (viz obrázek vlevo).

## Historie
Feilnbach se stal nezávislou obcí v roce 1818, po správních reformách Bavorska. Od 27. května 1897 do roku 1973 se město nacházelo na konci místní železnice Bad Aibling-Feilnbach, ta ale byla onoho roku zrušena.
Dne 1. ledna 1966 byly obce Feilnbach a Wiechs sloučeny a vytvořily novou část Feilnbach-Wiechs, jejíž jméno bylo na Feilnbach změněno 28. prosince 1971. V návaznosti na komunální volby byl k 1. lednu 1972 Feilnbach včleněn do okresu Bad Aibling. Následně, 1. února 1972, byla k městu připojena i obec Dettendorf. Dne 22. října 1973 město získalo titul Bad (v češtině lázeň). Dne 1. května 1978 byla do obce včleněna i menší vesnice Litzldorf. 1. července 1972 byl oficiálně zrušen okres Bad Aibling a Bad Feilnbach se tedy stal součástí zemského okresu Rosenheim, jehož okresním městem je 15 km vzdálený Rosenheim. Konečný součet všech obcí včleněných do Bad Feilnbachu je 76.
- Achthal
- Aich
- Aign
- Altenburg
- Altofing
- Au bei Bad Aibling
- Berg
- Berghalde
- Bichl
- Bindham
- Birkmann
- Blindenried
- Brainpold
- Brettschleipfen
- Brodhub
- Derndorf
- Dettendorf
- Eckersberg
- Eulenau
- Eulenthal
- Forsting
- Gern
- Gottschalling
- Gries
- Gundelsberg
- Gunzlloh
- Hausstatt
- Hof
- Hoferalm
- Hoiß
- Hummelhausen
- Jenbach
- Kematen
- Kogl
- Kreuzhub
- Kronwitt
- Kutterling
- Lengendorf
- Lippertskirchen
- Litzldorf
- Moos
- Moosbichl
- Mooshäusl
- Moosmühle
- Oberbindham
- Oberdaxham
- Oberhofen
- Oberlengendorf
- Oberlohe
- Oberpremrain
- Obersteinach
- Paulreuth
- Pfaffenberg
- Rabenstein
- Rann
- Reithof
- Schweigfeld
- Sonnenham
- Steinreb
- Steinwies
- Thalham
- Torfwerk Au-Eulenau
- Torfwerk Feilnbach
- Trogen
- Unterhofen
- Unterkalten
- Unterlohe
- Untermoosbichl
- Unterpremrain
- Untersteinach
- Walch
- Weidach
- Tregleralm
- Weihermann
- Wiechs
- Wilharting

Jednotlivé části Bad Feilnbachu byly pravděpodobně založeny v dobách římanů a první zmínku o samotném Feilnbachu lze najít již v roce 980 a to pod názvem Fulinpah, což je označení volně přeložitelné jako pomalu tekoucí potok.

### Znak
V popředí znaku je stříbrný potok, ten představuje Feilnbach, jehož jméno bylo odvozeno od Faulenbach. Stříbrný kostel byl původně převzat z erbu šlechticů Diepertskirchenů. Tito šlechtici vládli Lippertskirchenu od počátku 11. až do konce 15. století. Kostel z jejich erbu byl převzat v roce 1957 a následně roku 1966 pozměněn.

## Obyvatelstvo
V roce 2001 měla obec 7 096 obyvatel, o rok později již bylo obyvatel 7 205, růst populace se ale zastavil v roce 2003, kdy populace o dva obyvatele klesla. Následně populace klesala i v roce 2004. V roce 2008 již měl Bad Feilnach 7 450 obyvatel a v roce 2009 dokonce stoupla populace na 7 450 obyvatel. V roce 2013 zde pak trvale žilo 7 734 obyvatel, ke 31. prosince 2014 to bylo 7 836.

## Kultura
V obci Bad Feilnbach se nachází několik velkých lázeňských a rehabilitačních zařízení. Místní léčba je založena na tradičním stylu zvaném Badetorf. Významným bodem pro cestovní ruch je čtyřhvězdičkový hotel Bad Feilnbach Imperial Camping Outdoor Resort osmi sty parkovacími místy. Založen byl roku 1968.
Nachází se zde také mnoho škol, počínaje několika mateřskými školkami, základní a střední školou až po katolické školy. V Bad Feilnbachu je i dům s pečovatelskou službou svatý Martin, dva bazény, náboženské i obecné knihovny. Pro turisty je zde památka z doby industrializace; dvě staré cementárny v Litzldorfu. Dále také přírodní rezervace Auer Weitenmoos.
V Bad Feilnbachu je také několik sportovních klubů; mini golfový, tenisový, curlingový, lyžařský…

## Známé osobnosti
- Wolfgang Dientzenhofer (1648–1706), barokní architekt
- Georg Dientzenhofer (1643–1689), barokní architekt
- Abraham Millauer (1680–1758), architekt, stavitel
- Franz Xaver Gernstl (* 1951), filmař